# F. Bradford Morse

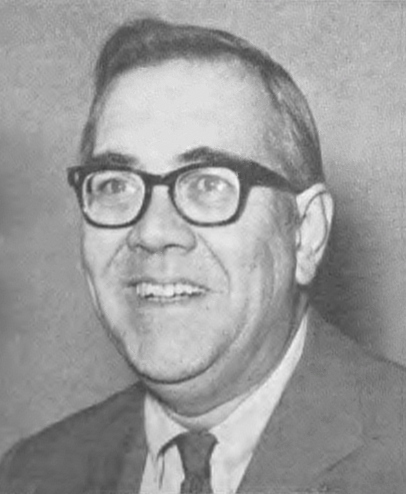
F. Bradford Morse (1971)

Frank Bradford Morse (* 7. August 1921 in Lowell, Massachusetts; † 18. Dezember 1994 in Naples, Florida) war ein US-amerikanischer Politiker. Zwischen 1961 und 1972 vertrat er den Bundesstaat Massachusetts im US-Repräsentantenhaus.

## Werdegang
Nach dem Schulbesuch diente Bradford Morse während des Zweiten Weltkrieges zwischen 1942 und 1946 in der US Army. Danach studierte er bis 1949 an der Boston University unter anderem Jura. Nach seiner Zulassung als Rechtsanwalt begann er in diesem Beruf zu praktizieren. Im Jahr 1949 war er auch Mitarbeiter im Büro des Obersten Richters von Massachusetts. Von 1949 bis 1953 hielt Morse juristische Vorlesungen an der Boston University. Gleichzeitig schlug er als Mitglied der Republikanischen Partei eine politische Laufbahn ein. In den Jahren 1952 und 1953 saß er im Gemeinderat von Lowell. Danach gehörte er bis 1954 zum administrativen Team des Streitkräfteausschusses des US-Senats. Von 1955 bis 1958 arbeitete Morse für US-Senator Leverett Saltonstall und danach bis 1960 als Deputy Administrator für die Veterans′ Administration, den Vorläufer des Kriegsveteranenministeriums.
Bei den Kongresswahlen des Jahres 1960 wurde Morse im fünften Wahlbezirk von Massachusetts in das US-Repräsentantenhaus in Washington, D.C. gewählt, wo er am 3. Januar 1961 die Nachfolge der zwischenzeitlich verstorbenen Edith Nourse Rogers antrat. Nach fünf Wiederwahlen konnte er bis zu seinem Rücktritt am 1. Mai 1972 im Kongress verbleiben. In diese Zeit fielen der Höhepunkt der Bürgerrechtsbewegung und der Vietnamkrieg. Sein Rücktritt erfolgte nach seiner Ernennung zum stellvertretenden Generalsekretär bei der UNO (Under Secretary General for Political and General Assembly Affairs). Dieses Amt bekleidete er zwischen 1972 und 1976. Danach war er zwischen 1976 und 1986 als Nachfolger von Rudolph A. Peterson Direktor des UNO-Entwicklungsprogramms. Er starb am 18. Dezember 1994 in Naples; seine Urne wurde auf dem Nationalfriedhof Arlington beigesetzt.